# Kirchenkreis Mittelbaden
Der ehemalige Kirchenkreis Mittelbaden (auch Prälatur Mittelbaden und Sprengel Mittelbaden) war von 1968 bis 2003 eine von drei Prälaturen der Evangelischen Landeskirche in Baden. Er umfasste als kirchliche Organisationseinheit den mittleren Teil der Landeskirche und bestand aus den Kirchenbezirken Baden-Baden, Bretten, Durlach, Karlsruhe-Stadt, Karlsruhe-Land, Kehl, Pforzheim-Land und Pforzheim-Stadt.
Schon im November 1945 war beschlossen worden, das Gebiet der Landeskirche in drei Kirchenkreise zu unterteilen, in denen hauptamtliche Kreisdekane für den Austausch der Pfarrer, Kirchengemeinden und Kirchenbezirke Sorge tragen sollten. Wegen Personalmangel wurden aber zunächst nur Kreisdekane für Nord- und Südbaden eingesetzt; der nordbadische Kreisdekan (ab 1956 mit dem bis heute gültigen Amtstitel Prälat) Hermann Maas amtierte zunächst auch als Kreisdekan für Mittelbaden. Erst nach seiner Pensionierung setzten erneut Überlegungen ein, die dritte Prälatur ebenfalls zu besetzen. 
Der Kirchenkreis Mittelbaden wurde im Zeichen von Sparmaßnahmen 2003 aufgelöst und sein Gebiet auf die beiden anderen Kirchenkreise Nordbaden und Südbaden aufgeteilt.
Sitz des Kirchenkreises Mittelbaden war zunächst Pforzheim, später Ettlingen.

## Prälaten
Ehemalige Prälaten des Kirchenkreises Mittelbaden
| Amtszeit  | Name            |
| --------- | --------------- |
| 1968–1972 | Ernst Köhnlein  |
| 1972–1980 | Adolf Würthwein |
| 1980–1985 | Oskar Herrmann  |
| 1985–1995 | Martin Achtnich |
| 1995–2003 | Helmut Barié    |